# Tes milliards m'appartiennent
Tes milliards m'appartiennent (Beautiful & Twisted) est un téléfilm américain réalisé par Christopher Zalla, diffusé le 31 janvier 2015 sur Lifetime. Le scénario est inspiré é'une histoire vraie.

## Synopsis
En 2009, Fort Lauderdale en Floride : à la suite de l'assassinat de la millionnaire Bernice Novack, la police enquête sur ses connaissances et leurs investigations ciblent sa belle-fille Narcy, épouse de son fils Ben Jr. Bientôt c'est au tour de ce dernier de mourir.

## Fiche technique
- Titre original : Beautiful & Twisted
- Réalisation : Christopher Zalla
- Scénario : Teena Booth, Stephen Kay, Inon Shampanier et Natalie Shampanier d'après des articles de Julie Brown
- Photographie : Richard Wong
- Durée : 86 minutes

## Distribution
- Rob Lowe : Ben Novack Jr.
- Paz Vega : Narcy Novack
- Candice Bergen : Bernice Novack
- Seychelle Gabriel : May Novack
- Jude Ciccolella : Détective Dalton
- Michelle Hurd : Sergent détective Gloria Mosley
- Walter Fauntleroy : Détective Scott
- Sony Bringas : May Novack jeune
- Zachary Rifkin : Ben Novack jeune
- Austin Wakefield : Ben Novack adolescent
- Vincent Duvall : Ben Novack Sr.
- Sharisse Baker-Bernard : Bernice Novack jeune
- Hemky Madera : Cristobal Veliz
- Frank Alvarez : Alejandro Lopez
- Vinicius Machado : L'homme tatoué